# 엄흔 (1508년)
엄흔(嚴昕, 1508년 ~ 1543년)은 조선의 문신이다. 본관은 영월(寧越). 자는 계소(啓昭), 호는 십성당(十省堂)이다. 좌군동지총제(左軍同知摠制) 엄유온(嚴有溫)의 6세손이다. 증조부인 엄송수(嚴松壽)는 조선 성종의 후궁인 귀인 엄씨(貴人嚴氏)의 숙부이다. 부인 무안 박씨(務安朴氏)는 판서(判書) 박호(朴壕)의 손녀이다.

## 생애
1525년(중종 20)에 생원이 되고, 1528년 21세의 나이로 식년 문과에 갑과(甲科)로 급제하여 홍문관 정자(弘文館正字)가 되었으며, 호당(湖堂)에 뽑혔다.
이어 홍문관 저작(弘文館著作), 1530년 부수찬(副修撰)을 거쳐 1531년 수찬(修撰)과 이조 좌랑(吏曹佐郞)을 역임하였으며, 언로의 개방과 언관의 탄압중지 등을 건의하였다. 엄흔은 성품이 뛰어나게 영리하여 문사(文詞)가 날로 더욱 진취되었으므로 동료들의 추앙(推仰)을 받았다.
1541년 홍문관 전한(弘文館典翰)으로 있을 때 "저번에 이월강(已越江)과 미월강(未越江)으로 나누어 이율(二律)로 만들어서 양사(兩司)가 이미 서경(署經)을 넘겼는데, 지금 다시 제정한 신조(新條)는 전률(前律)과 그 이름만 다를 뿐인데 한 달이 못되어 갑자기 서경을 내어 구차하게 대신의 뜻과 함께 하기를 마치 누구에게 부림을 받는 자들처럼 하였으니, 조정에서 대간을 경솔히 대우하는 것일 뿐만 아니라 대관(臺官)이 스스로를 가볍게 여기는 처사도 심합니다. 신들은 논사(論思)하는 자리에 있는 신분으로서 대간(臺諫)이 가볍게 되어가는 것을 보고도 감히 아뢰지 않을 수 없습니다."라고 대간을 비판하였다.
1542년 승문원 참교(承文院參校)였던 엄흔은 악질(惡疾)에 걸려 다음 해 사망하였는데, 사림(士林)이 이를 애석하게 여겼다.

## 저서
- 《십성당집(十省堂集)》